# Ошински манастир
Ошинският манастир „Свети Архангел Михаил“ (на гръцки: Ιερά Μονή Αρχαγγέλου Μιχαήλ) е манастир в Егейска Македония, Гърция, част от Воденската, Пелска и Мъгленска епархия на Вселенската патриаршия. Манастирът е посветен на Чудото на Архангел Михаил в Хони (του εν Χώναις θαύματος).

## География
Манастирът е разположен на малко бърдо над село Ошин (Архангелос) в северните поли на планината Паяк (Пайко) в областта Мъглен (Моглена). Обкръжен е от гора от кестени, орехи, яблани, череши с езерца и малки водопади. Забележителен е малкият мост над потока край манастира.

## История
Манастирът е построен в XI век на мястото на старо езическо светилище на Артемида Агротера, съдейки по открития олтар. Носи името на Свети Йоан Предтеча и е под пряката юрисдикция на Великата Лавра в Света гора. Около 1790 година власите помаци от съседното село Нъте го изгарят. Възстановен е 1843 година и посветен на Архангел Михаил. В 1888 година е изписана от зографите крушевчани Анастас Зограф и синовете му Вангел и Никола.
Разположен в населената с мъгленорумъни област Влахомъглен, манастирът става център на румънската пропаганда в региона. Затова в 1905 година гръцки андарти нападат манастира и убиват игумена му. Игумен на манастира става гръцкият офицер Михаил Анагностакос под името отец Христос. и център на гръцката въоръжена пропаганда. Манастирът е ползван като база от Георгиос Какулидис (Михалис Драгас), Николаос Влахос, Емануил Скундрис. Според гръцки източници в 1903 година манастирът е изгорен от власи мюсюлмани от Нъте.
Между 1940 и 1989 година манастирът запустява. В 1989 година Воденската митрополия го възстановява.
Църквата е обявена за исторически паметник на 30 юни 1986 година.

## Описание
В архитектурно отношение католиконът на манастира от 1843 година е трикорабна базилика с повдигнат оберлихт, нартекс, женска църква и трем от три страни. Във вътрешността трите кораба са разделени с две редици от шест изписани колони, свързани помежду си с дървени рамки измазани с кал, глина и слама. Централният кораб е засводен, а страничните са с равни дървени тавани, заменени в 1996 година. Отвън на северозападния ъгъл има каменен релеф, изобразяващ глава на овен, на североизточни ъгъл има следи от унищожен релеф, на западната страна има релефен кръст, а на източната птица, вероятно орел. В трема има малко запазени стенописи от 1858 година и от 1896 година.
Във вътрешността е впечатляващ дървеният резбован иконостас, датиращ от 1860 година. Иконостасът е богато изписан в четири последователни зони. Първата зона са дванадесетте царски икони – Света Злата Мъгленска, Свети Козма Етолийски, Архангел Михаил, Свети Иларион Мъгленски, Чудото в Хони на Архангел Михаил, Света Богородица, Христос, Свети Димитър, Архангел Михаил, която е дело на светогорски зографи, Свети Георги Нови Кападокийски и Свети Георги Нови Янински. В двете средни зони на иконостаса има четиридесет и шест по-малки икони, а в последната зона са девет. Най-старата икона е от 1762 година.
Стенописите на крушевските зографи от 1888 година са впечатляващи, като тези на южната стена са уникални. Двете най-забележителни сцени са вдъхновени от Стария Завет. Първата е унищожението на Йерусалим и клането на евреите. Изобразен е Авдемелех, който спи под едно дърво, а над него виси кошница, пълна със смокини. Същата сцена е изобразена в „Света Параскева“ в Бериславци. Втората сцена изобразява мъчението на пророк Исая от цар Седекия. Пророкът е изобразен с главата надолу, сечен от двама палачи. Сцената се среща в много църкви от средата на XIX век. На северната стена на наоса са изобразени сцени от живота на Христос, страстите и множество светци, главно в третата долна зона от четирите. На западната стена е мъченичеството на Света Злата. Във вътрешността впечатляват огромната сцена на Успение Богородично и Акатистът.
- Стенописи
- Фреска от църквата
- Света Злата Мъгленска
- Света Злата Мъгленска
- Икона с румънски надпис